# بيدرو باريتو
بيدرو باريتو (بالإسبانية: Pedro Barreto)‏ هو كاهن كاثوليكي بيروفي، ولد في 12 فبراير 1944 في ليما في بيرو.